# Die Erben
Die Erben ist ein österreichischer Film von Walter Bannert aus dem Jahr 1982.

## Handlung
Die beiden Sechzehnjährigen Thomas und Charly sind zwei Freunde aus zerrütteten Familienverhältnissen. Sie treten der Nationalen Einheitspartei bei. Als sie jedoch nach einer Vergeltungsaktion gegen ein antifaschistisches Lokal von der Parteileitung getadelt werden, treten sie aus und schließen sich der neonazistischen Wehrkampfgruppe „Jugendschutz“ an, wo sie unter anderem an Schusswaffen ausgebildet werden. Nachdem Charlys Schwester von ihrem Vater vergewaltigt wurde, suchen die beiden Jugendlichen ihn in seiner Stammkneipe auf, wo er von Thomas erschossen wird.

## Veröffentlichung
Die Veröffentlichung des Filmes war von Drohungen Rechtsradikaler begleitet. Diese richteten sich sowohl an Bannert persönlich, als auch an diverse Kinobetreiber. Viele Kinos nahmen den Film daraufhin aus Sicherheitsgründen aus dem Programm.
Der Film wurde in Österreich und Deutschland nur als VHS-Kassette veröffentlicht. Eine DVD existiert nur in den USA und enthält eine (von der amerikanischen VHS-Kassette übernommene) Fassung mit mehreren Zensurschnitten.

## Kritiken
Das Lexikon des internationalen Films bezeichnet Die Erben als einen „thematisch wichtige[n] Film, der allerdings mit seinen vielen Klischees zwiespältig bleibt.“
Karsten Witte von der Zeit schrieb hingegen: „Wer Bannerts detaillierte Schilderung neonazistischer Umtriebe für übertrieben oder gar erfunden hält, den belehrt ein Blick in die Zeitung. […] Bannerts realistische Inszenierung betont die gefährlichsten und dabei am wenigsten sichtbaren Aktivitäten der alten und neuen Nazis[,] […] respektable ältere Herren, die geduldig das Vertrauen der jungen Leute gewinnen und erst nach und nach ideologisch werden.“
Christian Schultz-Gerstein bezeichnete den Film im Spiegel als eine Zumutung: „Die Zuschauer werden gezwungen, den rechtsradikalen Fabelwesen ins menschliche Auge zu sehen. Kein schöner Anblick. Denn die Neo-Nazis sind gerade so entseelt und abgestumpft und gleichgültig gegen den Rest der Welt wie die anderen Überlebensroboter dieser Gesellschaft auch.“

## Auszeichnungen
1984 gewann Walter Bannert beim World Film Festival in Montreal den Young Director Jury Prize.